# Circuito Brasileiro de Voleibol de Praia Feminino Sub-21 de 2022
O Circuito Brasileiro de Voleibol de Praia Sub-21 de 2022, também chamado de Circuito Banco do Brasil de Vôlei de Praia Sub-21, foi a vigésima edição da principal competição nacional de Vôlei de Praia na categoria Sub-21 na variante feminina, prevista para iniciar em 28 de janeiro de 2022. Entre as mudanças no regulamento para a temporada, está a premiação ao campeão de cada etapa: uma vaga na fase principal do Aberto adulto seguinte. Além disso, a pontuação obtida no torneio de base passa a valer para o ranking adulto, com os atletas que subirem ao pódio recebendo passagem aérea individual para qualquer etapa do Circuito Brasileiro..

## Resultados

### Circuito Sub-21
| Evento                                                         | Ouro                                   | Prata                                  | Bronze                                | Quarto lugar                           |
| 1ª Etapa Saquarema, Rio de Janeiro 27 a 30 de janeiro de 2022. | / Lara Raissa Kolbow Maria Luiza Sena  | / Mafe Ferreira Larissa de Vasconcelos | Nina Chávarry Carolina Sallaberry     | Helena Weber Larissa Teles             |
| 2ª Etapa Itapema, Santa Catarina 8 a 10 de abril de 2022.      | / Mafe Ferreira Larissa de Vasconcelos | Andryele Sousa Vitória Antônia         | / Larissa Teles Luna Tedesco          | Manu Sherman Manu Niemeyer             |
| 3ª Etapa João Pedro, Paraíba 14 a 16 de setembro de 2022.      | / Lara Raissa Kolbow Maria Luiza Sena  | / Larissa Teles Luna Tedesco           | Andryele Sousa Vitória Antônia        | / Renatinha Corrêa Helena Weber        |
| 4ª Etapa Niterói, Rio de Janeiro 9 a 11 de novembro de 2022.   | Nina Chávarry Carolina Sallaberry      | / Julhia Perandre Manu Sherman         | / Lara Raissa Kolbow Maria Luiza Sena | / Mafe Ferreira Larissa de Vasconcelos |